# Master: Piece (minialbum Cravity)
Master: Piece – piąty minialbum południowokoreańskiej grupy Cravity, wydany 6 marca 2023 roku przez wytwórnię Starship Entertainment. Płytę promował singel „Groovy”.

## Lista utworów
| CD | CD              | CD                                                                                  | CD | CD      |
| Nr | Tytuł utworu    | Tekst                                                                               | Muzyka                                                                                                | Długość |
| -- | --------------- | ----------------------------------------------------------------------------------- | --- | ------- |
| 1. | „Groovy”        | Yubin Hwang (VERYGOODS), 12h51m (VERYGOODS), Hyojeong Lee (VERYGOODS), Serim, Allen | Cage, Jimmy Claeson                                                                                   | 3:22    |
| 2. | „Fly”           | Hwaimhyeon (PNP), Serim, Allen                                                      | OLLIPOP, Gavin Jones, Ryan Lawrie                                                                     | 3:17    |
| 3. | „Get Lifted”    | danke (lalala studio), Maryjane (lalala studio), Serim, Allen                       | STEREO14, Woongkim, David Simon                                                                       | 3:05    |
| 4. | „Baddie”        | Woobin, Jang Dain (PNP), Serim, Allen                                               | Ryan Jeon, Hanif Hitmanic Sabzevari, Dennis DeKo Kordenjad, Pontus Ljung, Jop Pangemanan, Rufio Hooks | 3:28    |
| 5. | „A to Z”        | Exy, Sohlhee                                                                        | Ryan Jeon, David "Dwilly" Wilson, Colin Magalong, Wyatt Sanders                                       | 3:27    |
| 6. | „Light the way” | Woobin                                                                              | Woobin, Saimon                                                                                        | 3:19    |

## Notowania
| Lista                        | Pozycja | Źr.   |
| ---------------------------- | ------- | ----- |
| South Korean Albums (Circle) | 2       | [ 2 ] |
| Japanese Albums (Oricon)     | 42      | [ 3 ] |

## Sprzedaż
| Kraj             | Sprzedaż |
| ---------------- | -------- |
| Korea Południowa | 254 397+ |
| Japonia          | 2372+    |